# Esteban Figún
Esteban Óscar Figún (San Martín, Provincia de Buenos Aires, Argentina, 1 de noviembre de 1979) es un exfutbolista argentino que jugó como mediocampista.

## Trayectoria
Jugó 57 partidos en la Primera B Nacional para Tigre y Ferro Carril Oeste, y luego "cumplió su sueño" al fichar por el club Estudiantes de la Plata de Primera División en 2001. Sin embargo, nunca jugó en su primer equipo y se fue al extranjero, donde jugó en el Maracaibo de Venezuela y en los clubes chilenos Provincial Osorno y Deportes Temuco, antes de volver a pasar el resto de su carrera en las divisiones inferiores del fútbol argentino. 
Se retiró del fútbol el año 2012 jugando por Leandro N. Alem. Ese mismo año, junto a dos compañeros fueron apretados y golpeados por barras del equipo.

## Clubes
| Club                    | País      | Período   |
| ----------------------- | --------- | --------- |
| Tigre                   | Argentina | 1997-2000 |
| Ferro Carril Oeste      | Argentina | 2000-2001 |
| Estudiantes de La Plata | Argentina | 2001-2002 |
| UA Maracaibo            | Venezuela | 2002      |
| Provincial Osorno       | Chile     | 2003-2004 |
| Deportes Temuco         | Chile     | 2005      |
| Acassuso                | Argentina | 2006-2009 |
| Defensores Unidos       | Argentina | 2009-2010 |
| Ferrocarril Midland     | Argentina | 2010-2011 |
| Leandro N. Alem         | Argentina | 2011-2012 |

## Palmarés

### Campeonatos nacionales
| Torneo               | Club     | País      | Año     |
| -------------------- | -------- | --------- | ------- |
| Primera C (Apertura) | Acassuso | Argentina | 2006-07 |
| Primera C (Clausura) | Acassuso | Argentina | 2006-07 |